# ورزشگاه اوهایو

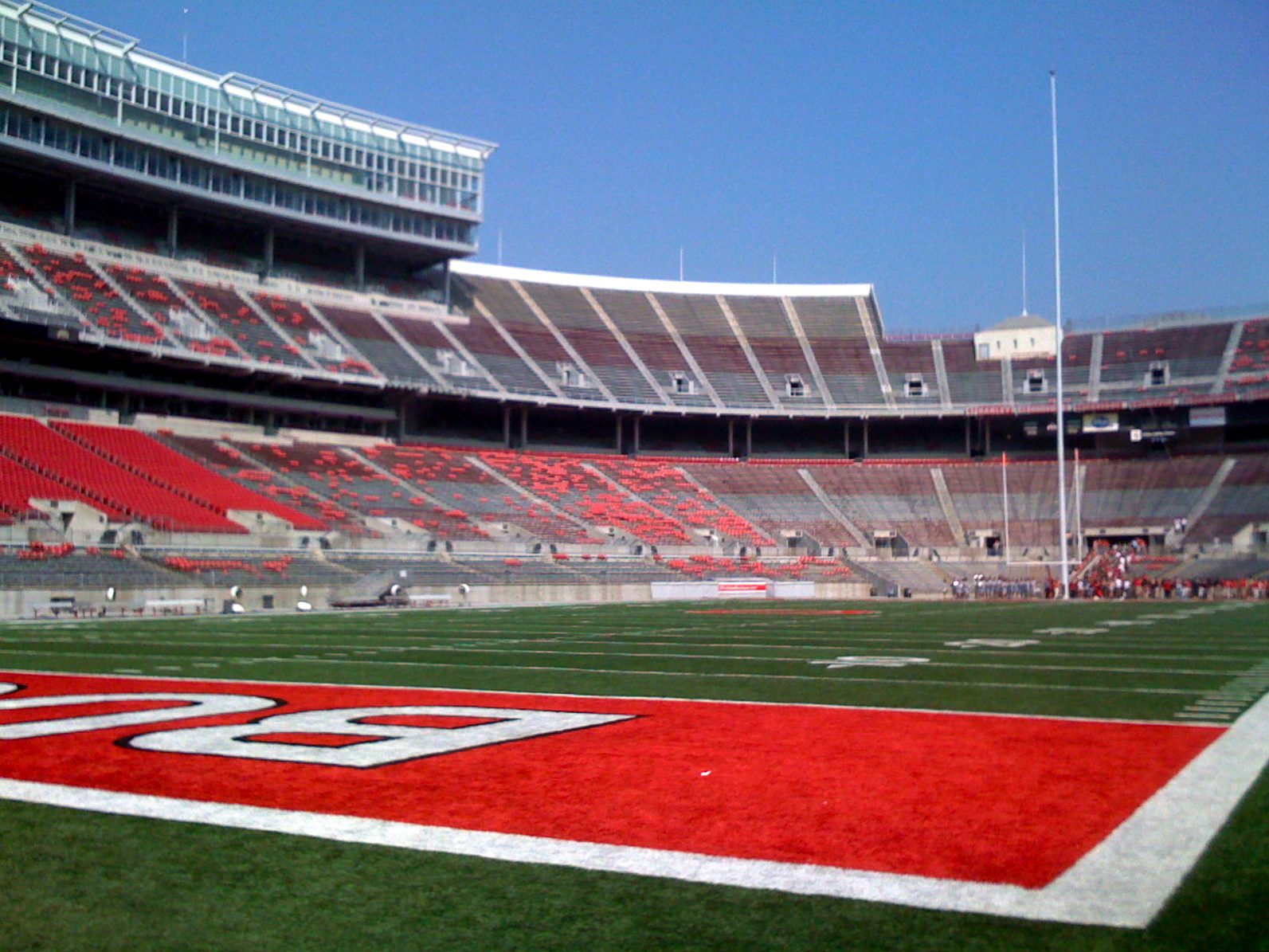

ورزشگاه اوهایو (به انگلیسی: Ohio Stadium) با ظرفیت ۱۰۲۰۰۰ نفر در شهر کلمبوس ایالت اوهایو واقع شده‌است و دارای زمین چمن می‌باشد.
این ورزشگاه متعلق به دانشگاه ایالتی اوهایو است.